# Lydia Lamaison
Lydia Lamaison (geboren am 5. August 1914 in Mendoza, Argentinien; gestorben am 20. Februar 2012 in Buenos Aires, Argentinien) war eine argentinische  Film-, Fernseh- und Theaterschauspielerin.

## Leben
Lydia Lamaison, bekannt für ihre Auftritte in Theater, Film und Fernsehen, begann ihre Karriere 1938 in der Theatergruppe von Blanca Podestá und wurde 1940 für ihre Rolle in Madame Curie als weibliche „Entdeckung“ ausgezeichnet. Ihr Filmdebüt gab sie mit dem Film Alas de mi patria. Im Jahr 2001 erhielt sie den argentinischen Kulturpreis Premio Konex de Plátino. Sie stand bis ins hohe Alter auf der Bühne. 2004 trat sie im selbst verfassten Solospiel Qué es el erotismo auf, in welchem sie die erotische Liebe thematisiert. Sie verstarb am 20. Februar 2012.

## Filmografie
- 1939: Alas de mi patria
- 1941: Surprise Hour
- 1942: A Bride in Trouble
- 1959: La caída
- 1960: Soledad Monsalvo (TV-Serie, 19 Folgen)
- 1960: The Party Is Over
- 1960: A Bully in 1900
- 1961: El romance de un gaucho
- 1962: El último piso
- 1963: Una excursión a los indios ranqueles
- 1964: Demon in the Blood
- 1964: Circe
- 1964: El octavo infierno
- 1965: Los tímidos visten de gris
- 1966: Voy a hablar de la esperanza
- 1968: En mi casa mando yo
- 1969: Muchacha italiana viene a casarse (TV-Serie, 159 Folgen)
- 1969: Abelardo Pardales (TV-Serie, 28 Folgen)
- 1969: The Fiaca
- 1970: Esta noche... miedo (TV-Serie, 3 Folgen)
- 1972: Los físicos (TV Movie)
- 1972: Disputas en la cama
- 1973: Teatro de Pacheco (TV-Serie, 3 Folgen)
- 1973: Gorosito y señora (TV-Serie, 19 Folgen)
- 1974: Vermouth de teatro argentino (TV Series, 1 Folge)
- 1974: Narciso Ibáñez Serrador presenta a Narciso Ibáñez Menta (TV Series, 1 Folge)
- 1974: Los bulbos (TV Mini-Serie, 3 Folgen)
- 1974: Humor a la italiana (TV-Serie, 1 Folge)
- 1970–1975: Alta comedia (TV-Serie, 10 Folgen)
- 1975: Bodas de cristal
- 1976: Nosotros (TV-Serie)
- 1977: Mi hermano Javier (TV-Serie, 29 Folgen)
- 1980: Rosa... de lejos (TV-Serie, 23 Folgen)
- 1981: Me caso con vos (TV-Serie, 19 Folgen)
- 1981: Hay que educar a papá (19 Folgen)
- 1981: El ciclo de Guillermo Bredeston y Nora Cárpena (TV-Serie, 1 Folge)
- 1981: Barracas al sur (TV Series, 29 Folgen)
- 1982: Noche estelar (TV Series, 1 Folge)
- 1982: Los exclusivos del Nueve (TV-Serie, 1 Folge)
- 1982: Llévame contigo (TV-Serie, 80 Folgen)
- 1982: Las 24 horas (TV-Serie, 2 Folgen)
- 1984: Situación límite (TV-Serie, 19 Folge)
- 1984: Pasajeros de una pesadilla
- 1984: In Retirement
- 1985: Rompecabezasb(TV Series, 39 Folgen)
- 1985: Momento de incertidumbre (TV-Serie, 3 Folgen)
- 1985: Libertad condicionada (TV-Serie, 284 Folgen)
- 1987: Tu mundo y el mío (TV Series, 195 Folgen)
- 1990: La bonita página (TV-Serie, 1 Folge)
- 1992: Zona de riesgo (TV-Serie, 1 Folge)
- 1992: Soy Gina (TV-Serie, 19 Folgen)
- 1993: Celeste, siempre Celeste (TV-Serie, 180 Folgen)
- 1994: Nano (TV-Serie, 195 Folgen)
- 1994–1995: Nueve lunas (TV-Serie, 29 Folgen)
- 1996: Gypsy (TV-Serie, 1 Folge)
- 1997: De corazón (TV-Serie)
- 1998: Como vos & yo (TV-Serie, 378 Folgen)
- 1998: La condena de Gabriel Doyle (TV-Serie)
- 1998–1999: Muñeca brava (TV-Serie, 270 Folgen)
- 2000: Los médicos (de hoy) (TV-Serie, 159 Folgen)
- 2001: Savage Attraction (TV-Serie, 133 Folgen)
- 2002: Final Minute (TV-Serie, 1 Folge)
- 2003: Sleeping with My Boss (TV Mini-Series, 2 Folgen)
- 2003: Ciudad del sol
- 2003: Sweethearts (TV Series, 5 Folgen)
- 2004: The Heir (TV Series, 59 Folgen)
- 2004: The Whore and the Whale
- 2006: Collar de esmeraldas (TV-Serie, 121 Folgen)
- 2008: Celia Agüero de Ferrari (TV-Serie, 121 Folgen)
- 2008: Mujeres de nadie (TV-Serie, 3 Folgen)
- 2008: Mentiras piadosas